# Anki
Anki is een vrij computerprogramma om flitskaarten te leren door middel van gespreide herhaling. Een gebruiker kan flitskaarten invoeren en zichzelf daarmee overhoren. Hierbij houdt het programma rekening met de mate waarin de gebruiker iets kent en hoelang het geleden is dat het gevraagd is. De naam van het programma is afkomstig van het Japanse woord 暗記 ('Anki', 'memoriseren').
Het programma is vergelijkbaar met SuperMemo, een commercieel product voor hetzelfde doel, en Mnemosyne, eveneens een vrij programma. Het programma is geschreven in de programmeertaal Python. Het is vrijgegeven onder versie 3 van de GNU Affero General Public License. Het programma draait op Windows, Linux, Mac OS X en verscheidene mobiele platforms.

## Overzicht
Een gebruiker kan flitskaarten invoeren in Anki met daarop zaken die men wil onthouden, zoals een vreemde taal of andere kennis. Bij het overhoren toont Anki de ene helft van een flitskaart en de gebruiker kan dan aangeven hoe goed hij of zij zich het bijbehorende feit kon herinneren (zoals de Nederlandse vertaling van een zin in een vreemde taal).
Hoe makkelijker dit gaat, hoe langer het zal duren voordat dit flitskaart opnieuw wordt gevraagd. Op deze manier wordt de volgorde waarin de feiten worden overhoord bepaald door hoe goed iemand iets kent en niet door het herhalen van rijen feitjes.

### AnkiWeb

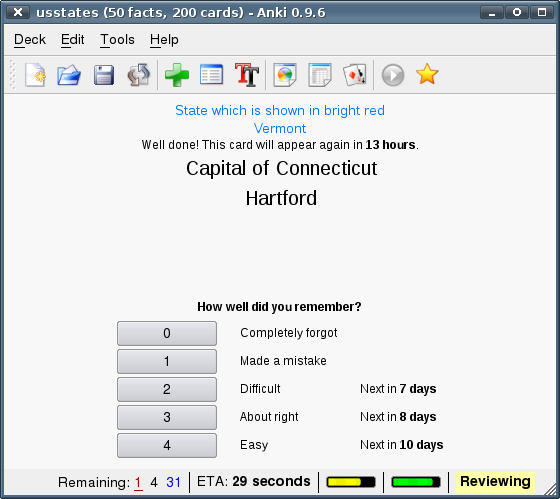
Een flitskaart in Anki 0.9.6.

AnkiWeb is een online versie van Anki waarmee flitskaarten overhoord kunnen worden. Via AnkiWeb kan men de flitskaarten synchroniseren naar andere computers om zo op elke computer dezelfde set kaarten te hebben. Daarnaast is het mogelijk ze te delen met anderen.

### AnkiMobile en AnkiDroid
AnkiMobile en AnkiDroid zijn de app-versies van Anki, respectievelijk voor iOS- en Android-toestellen. De gegevens van Anki en AnkiWeb kunnen ook met deze apps gesynchroniseerd worden, zodat gebruikers de toepassing vanop hun smartphone kunnen gebruiken.

## Geschiedenis
De ontwikkeling van Anki begon toen de auteur Damien Elmes in aanraking kwam met het principe van gespreide herhaling. Elmes ontwikkelde Anki aanvankelijk voor het leren van Japans en Engels. Als gevolg hiervan heeft Anki uitgebreide ondersteuning voor de Japanse taal.